# سیارک ۳۲۰۲
سیارک ۳۲۰۲ (به انگلیسی: 3202 Graff، نامگذاری:A908AA) سه هزار و دویست و دومین سیارک کشف شده‌است که در ۳ ژانویه ۱۹۰۸ و در هایدلبرگ کشف شد.
قدر مطلق سیارک برابر ۱۰٫۷۰ است.